# Хусенова, Кизбиби
Кизбиби Хусенова (узб. Qizibibi Husanova; род. 1926) — советский хозяйственный, государственный и политический деятель, Герой Социалистического Труда.

## Биография
Кизибиби Хусенова родилась в селе Гишти Гиждуванского района Бухарской области в семье государственного служащего. Её отец — Хусен Бобомурадов (жил в 1892–1934 годах), мать — Малика Бобомурадова (жила в 1900–1980 годах). В 1931–1941 годах она училась в течение 10 лет во 2-й средней школе села Гишти Гиждуванского района.
В 1941–1943 годах работала секретарём схода граждан села Улфатбиби Гиждуванского района. В 1943–1944 годах занимала должности заведующей организационным отделом и затем первого секретаря комитета комсомола Гиждуванского района Бухарской области.
В 1944 году, во время работы первым секретарём комсомольского комитета, училась в Высшей партийной школе при Коммунистической партии Узбекистана.
В 1944–1976 годах работала председателем колхоза имени «Ок олтин» (бывший имени Ленина). В 1976–1981 годах занимала должность заместителя председателя исполнительного комитета Гиждуванского района. В 1981–1982 годах была председателем сельсовета села Соктари Гиждуванского района.
Скончалась 24 августа 2000 года.

## Награды
Герой Социалистического Труда (07.03.1960)
Орден Октябрьской Революции (08.04.1971)
Орден Трудового Красного Знамени (11.01.1957)
Орден «Знак Почёта» (01.03.1965)
Орден Ленина (19.11.1964)